# کوکب کوهی برگ‌بریده
کوکب کوهی برگ‌بریده (نام علمی: Rudbeckia laciniata) نام یک گونه از سرده کوکب کوهی است.